# Yone's BODY&SOUL
『Yone's BODY&SOUL』（ヨネズ ボディ・アンド・ソウル）は、米倉利紀1作目のベスト・アルバム。1998年9月16日発売。発売元はパイオニアLDC。

## 概要
"BODY & SOUL"をコンセプトに米倉が選曲した2枚組ベスト・アルバム。1枚目がBODY、2枚目がSOULとなっている。
2001年に本作の続編『yone's BODY&SOUL II』をリリース。

## 収録曲

### DISC.1　”BODY”
1. Love in the sky (original version)　4:58
2. Emergency　5:04
3. KNOCKOUT　5:09
4. Yes, I do.　5:10
5. forever and ever.　4:55
6. デリカシーに雨が降る　5:02
7. BE HAPPY　4:04
8. 愛してる 愛してない (Fragile Mix)　5:06
9. BABYRON　4:35
10. きっとできない じっとしない　4:16

### DISC.2　”SOUL”
1. LOVE LOVE LOVE　6:06
2. ほんのりブルー　6:10
3. ANNIVERSARY　6:53
4. We kept missing each other.....　3:47
5. I will　5:08
6. Baby Baby Baby　6:20
7. Hold you tight　5:01
8. tears of joy　5:05
9. 24hours　6:03
10. たったひとりの君だけに　4:55